# Hammergraben (Rösrath-Hoffnungsthal)

Verlauf des Hammergrabens in Rösrath-Hoffnungsthal

Der Hammergraben (Rösrath-Hoffnungsthal) ist ein ca. 2 km langer Wassergraben.

## Verlauf
Das Wasser wurde am Beginn des Grabens mittels eines Wehres von der Sülz  abgeleitet und hinter dem Hammerwerk der Sülz wieder zugeführt. Ein Speichersee vor dem Hammerwerk war der Garant für stets ausreichende Wassermengen. Der See ist heute noch vorhanden. Der Graben ist ansonsten größtenteils verschlammt. Im unteren Verlauf wird er noch vom Rothenbach mit Wasser versorgt. 

## Nutzung
Das Wasser versorgte einst ein Hammerwerk, das „Hoffnungsthaler Hammer“ genannt wurde und 1816 in den Besitz der Fabrikantenfamilie Reusch gelangte. Das Recht, Wasser aus der Sülz zu entnehmen, endete für die Reusch-Erben 1999. 2004 wurde das Sülzwehr abgedichtet. Nur Regenwasser sammelt sich seitdem im oberen Grabenabschnitt. Anwohner klagten über Geruchsbelästigungen.

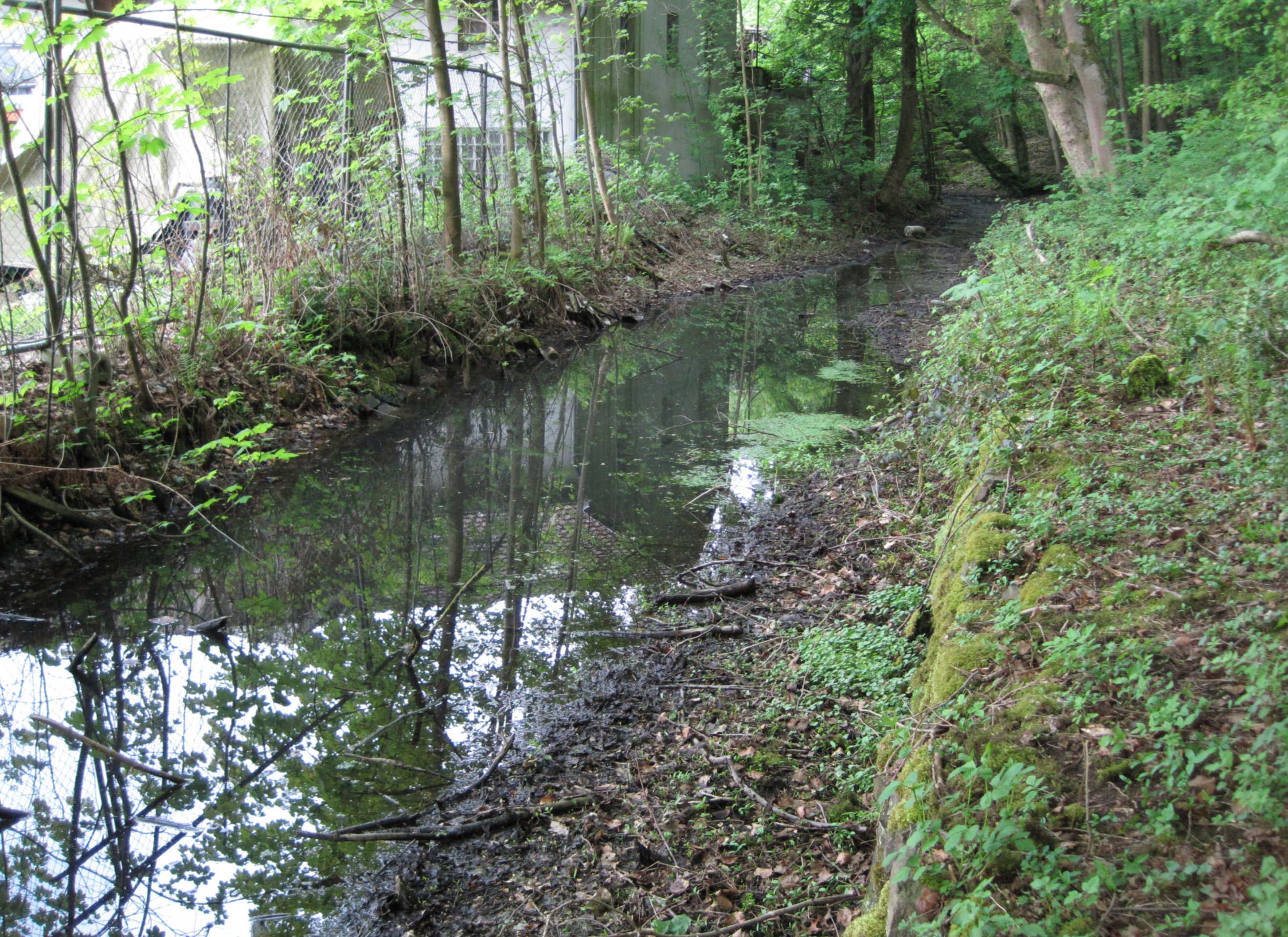
Heutiger Zustand des Kanals.
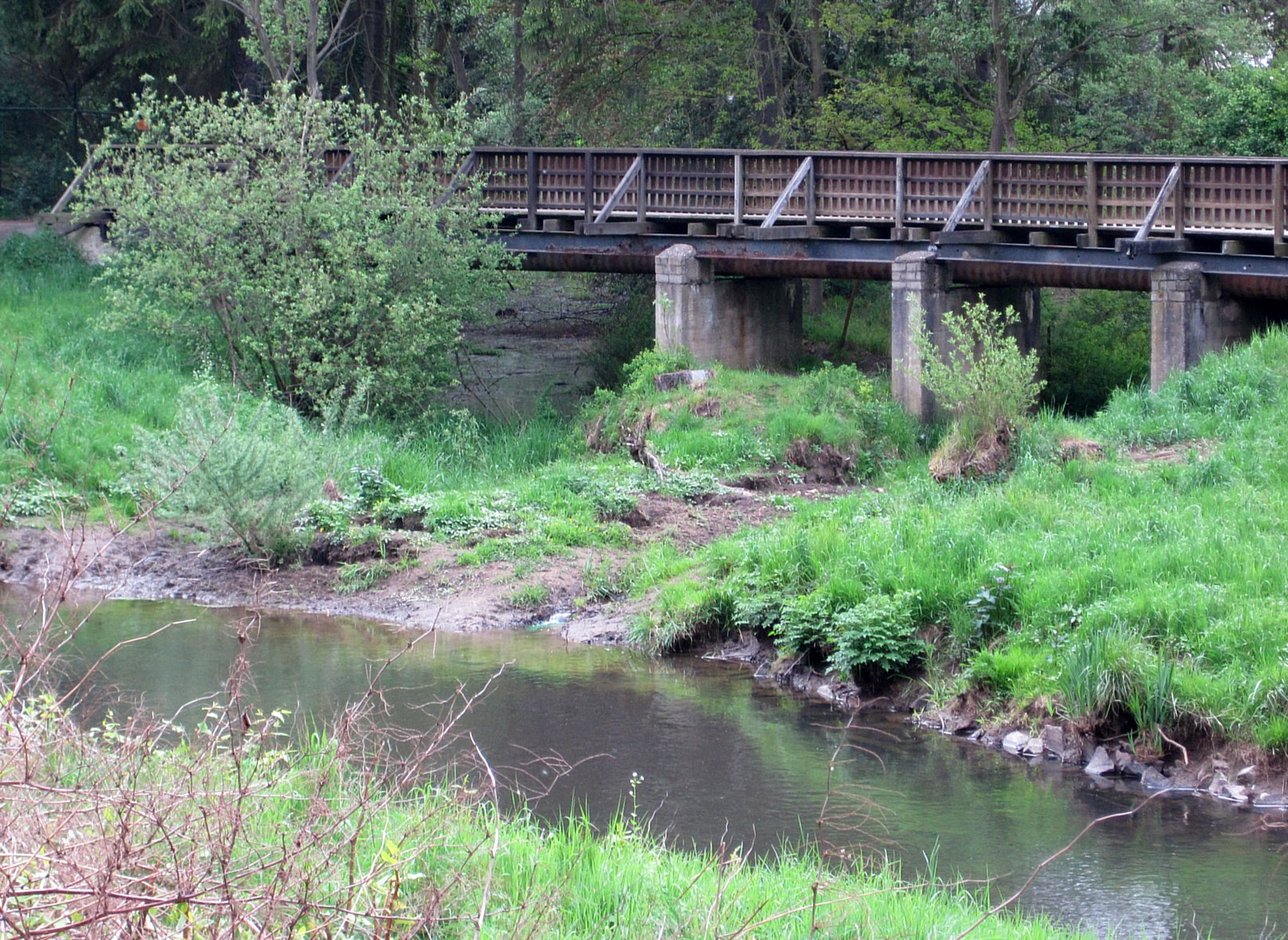
Kanal-Ablauf in die Sülz.
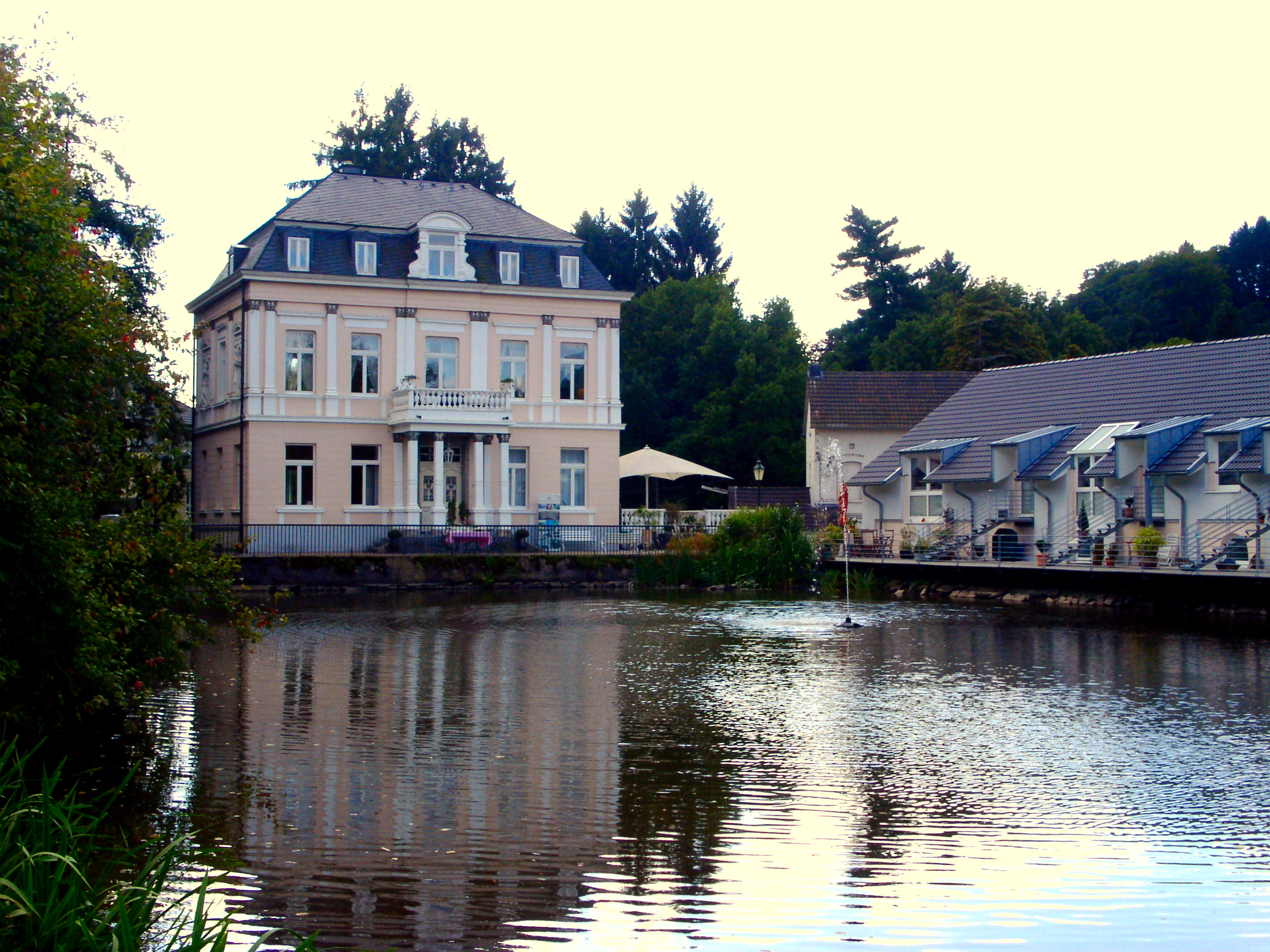
Speichersee, im Hintergrund: Villa Reusch „Auf dem Hammer“.
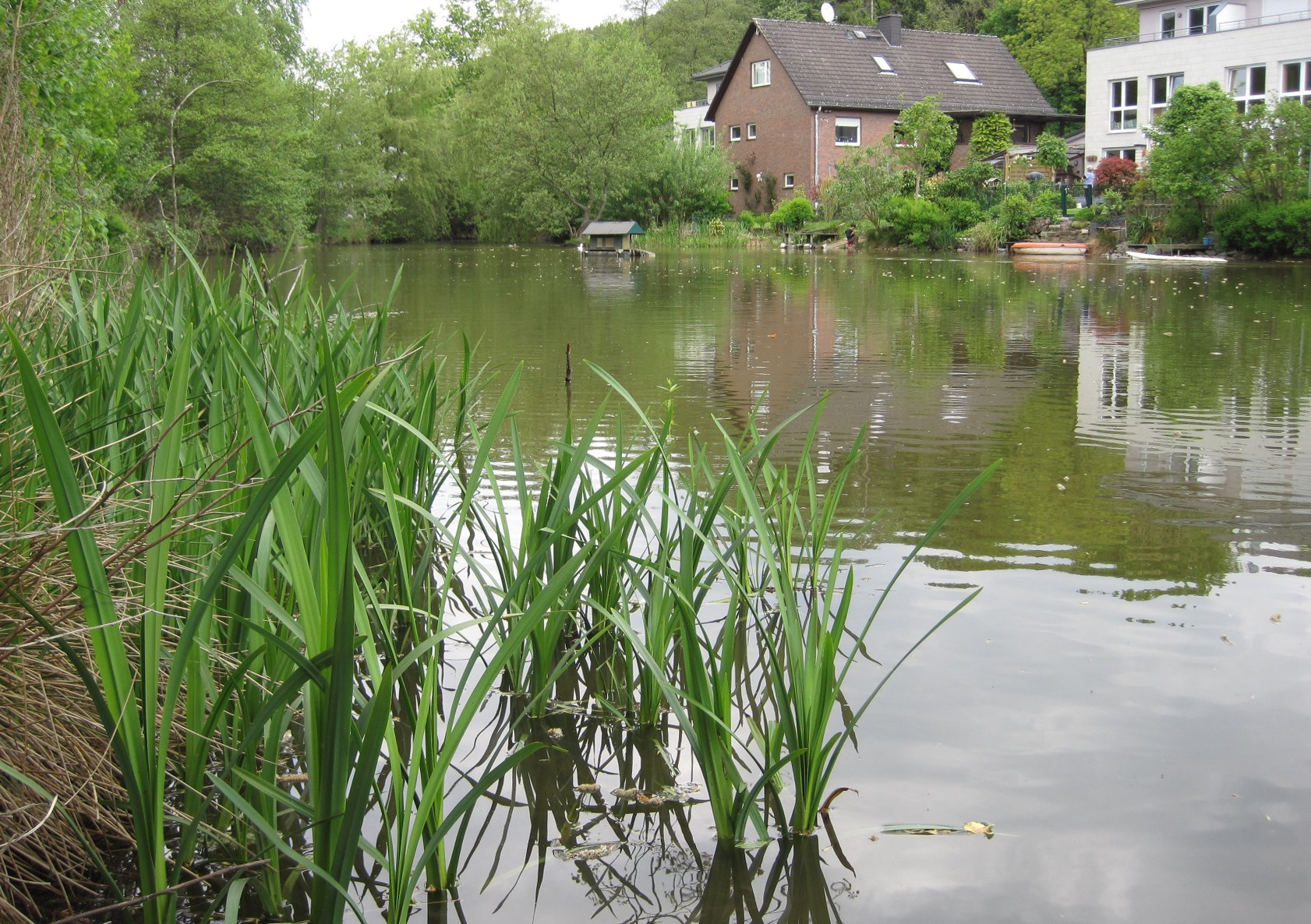
Speichersee, Blickrichtung zum ehemaligen Zulauf im Norden.

Koordinaten: 50° 55′ 44″ N, 7° 11′ 52,1″ O